# スティール・パンサー
スティール・パンサー（Steel Panther）は、アメリカ合衆国出身のグラムメタル・バンド。
1980年代の音楽スタイルをリバイバルしたグループの一つ。当時一大ムーブメントだったヘアメタル（LAメタル）の要素を取り入れ、全米チャートでも上位にランクインするなど人気を博している。

## 来歴
L.A.ガンズに在籍していたマイケル・スターを中心にロサンゼルスで結成。初期は"Danger Kitty"、"Metal Skool"と名乗り、ハリウッドのサンセット・ストリップで1980年代にヒットした懐メロヘヴィ・メタル/ハードロックの楽曲をカバーするコミックバンド、トリビュートバンドとして活動していた。
1980年代のLAメタル風を取り入れたコミカルなパフォーマンスやMC、音楽的パロディが口コミで話題を呼び、出演するクラブには毎週大勢のハードロック・ファンが詰めかけ、ソールドアウトになるほどの人気を得た。そして2009年、『鋼鉄の女豹』（Feel the Steel）でユニバーサル・リパブリック・レコードからメジャーデビューを果たす。
2014年、独立レーベル「Open E Music」を設立し、3rdアルバム『鋼鉄の宴』（All You Can Eat）をリリース（流通はコバルト・レーベル・サービシズに委託）。
2017年、4thアルバム『鋼鉄酒場!』（Lower the Bar）をリリース。
2021年7月、レキシー・フォックス（ベース）が脱退。また翌月には後任ベーシストを見つけるための一般公募オーディションを開始する。
2022年9月、脱退したレキシー・フォックスの後任として、スパイダー（ジョー・レスター）が加入。スパイダーはマイケル・スターとサッチェルが以前にやっていたバンド『ATOMIC PUNKS』のベーシストで、スティール・パンサーにはツアー・マネージャーやギター・テックとして、また2018年のツアーではサポート・ベーシストとして関わっていた人物である。

## エピソード
- 毎週クラブで行っているライブでは、頻繁に有名ミュージシャンやセレブ、セクシーギャルがゲストとしてステージに上がり話題になっている。セバスチャン・バックやヴィンス・ニール、スティーヴン・パーシー、アヴリル・ラヴィーン、ケリー・クラークソン等々の有名人が共演している。
- マイケル・スターは"ラルフ・サインズ"としてヴァン・ヘイレンのトリビュートバンドである"Atomic Punks"で活動。また一時期L.A.ガンズのヴォーカルも務めたことがある。
- 2009年に来日。マイケル・スターはNHKの番組に出演した際に同じく出演者の久住小春にセクハラパフォーマンスを行いネットで話題を呼んだ。
- サッチェルは"ラス・パリッシュ"としてマイケルと同じくAtomic Punksに在籍、またロブ・ハルフォードが立ち上げた"Fight"のメンバーとしても知られている。ラウドパーク09でジューダス・プリーストと共演した際、ハルフォードはラス・パリッシュとの再会を楽しみにしていた。
- サッチェルとスティックス・ザディニア(ダレン・リーダー)は"Thornbirds"というバンドでも活動している。このバンドのギターはArmored Saintのジェフ・ダンカン、ベースのディーン・キャメロンは彼らがMetal Skoolと名乗っていた頃に作られたPV、"Fat Girl(Thar She Blows)"の監督を務めている。
- マイケル以外のメンバーはロン毛のカツラをかぶっている。

## メンバー
- マイケル・スター (Michael Starr：Ralph Saenz) - ボーカル (2000– )
- サッチェル (Satchel：Russ Parrish) - ギター (2000– )
- ジョー・レスター (Spyder：Joe Lester) - ベース (2022 - )
- スティックス・ザディニア (Stix Zadinia：Darren Leader) - ドラムス (2003– )

## 元メンバー
- レキシー・フォックス (Lexxi Foxx：Travis Haley) - ベース (2000– 2021)

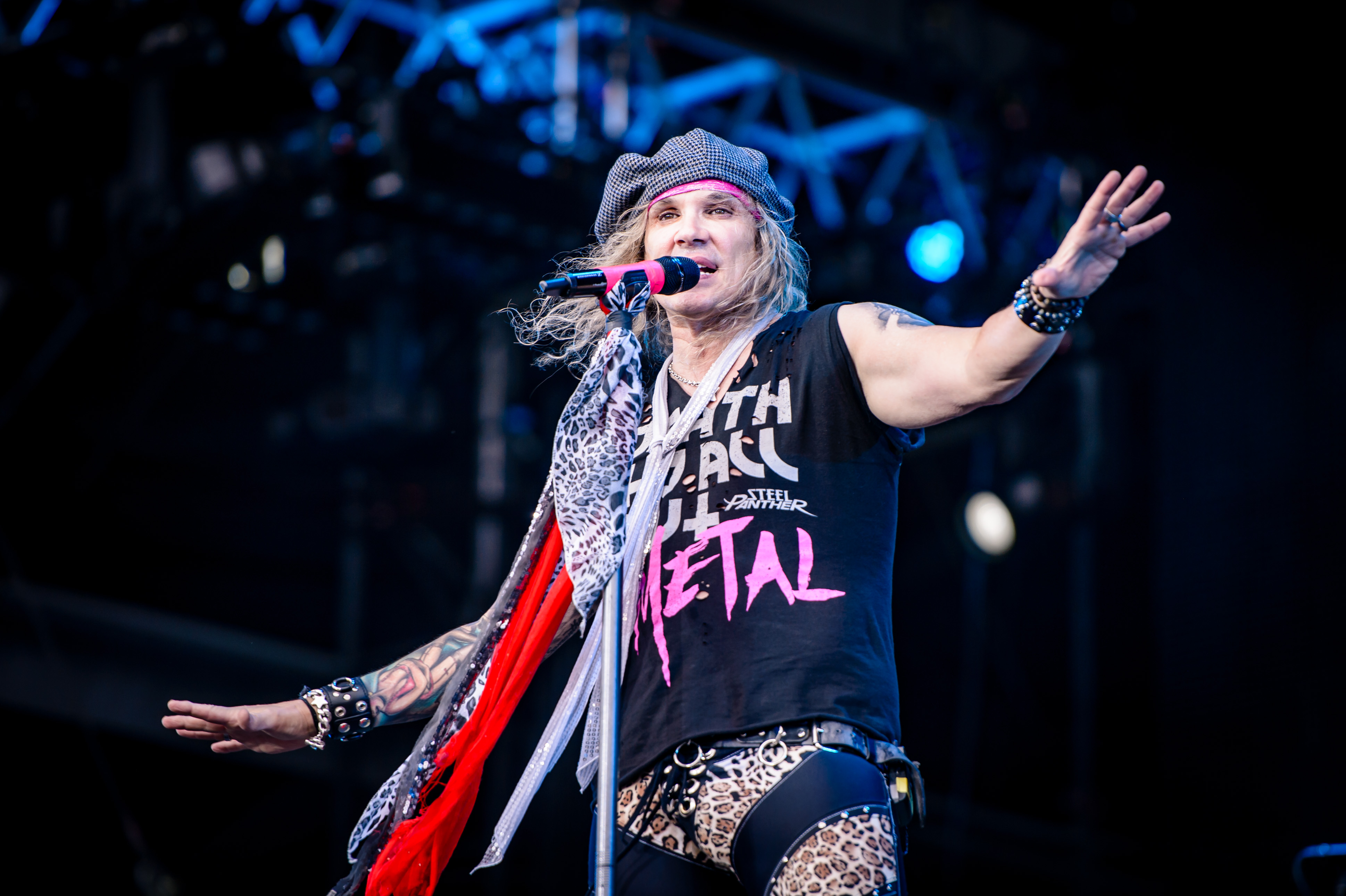
マイケル・スター(Vo) 2018年
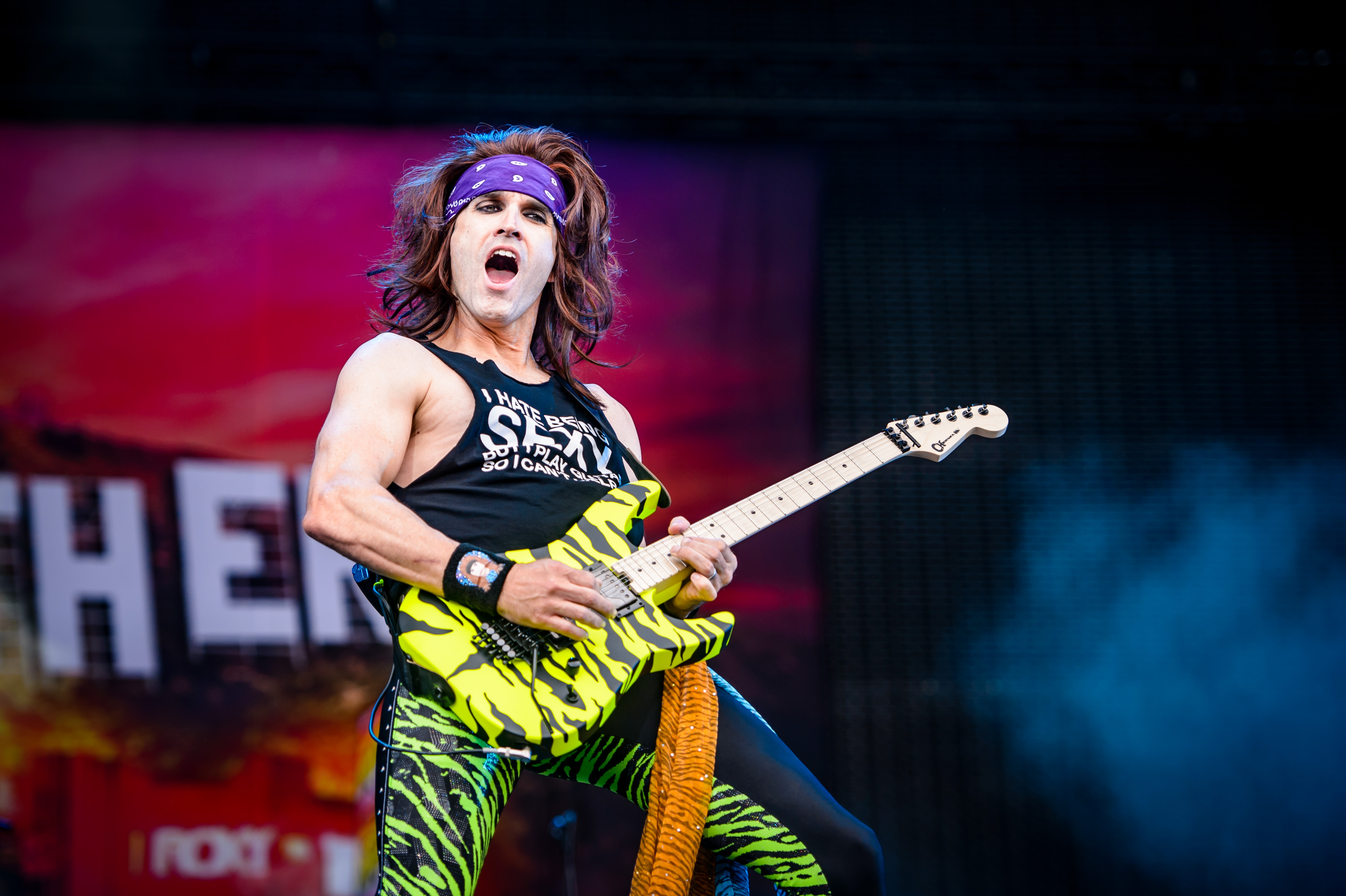
サッチェル(G) 2018年
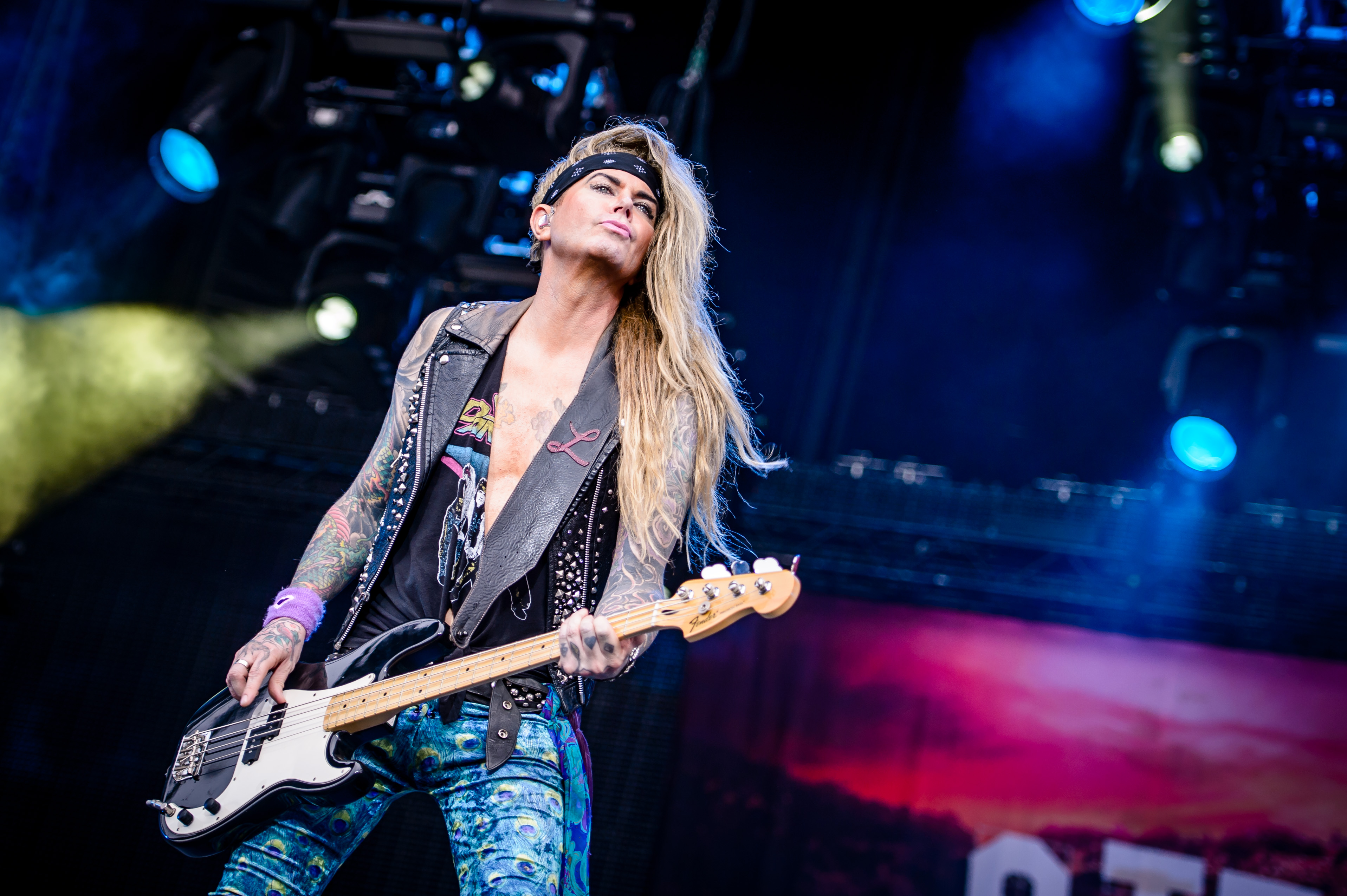
レキシー・フォックス(B) 2018年
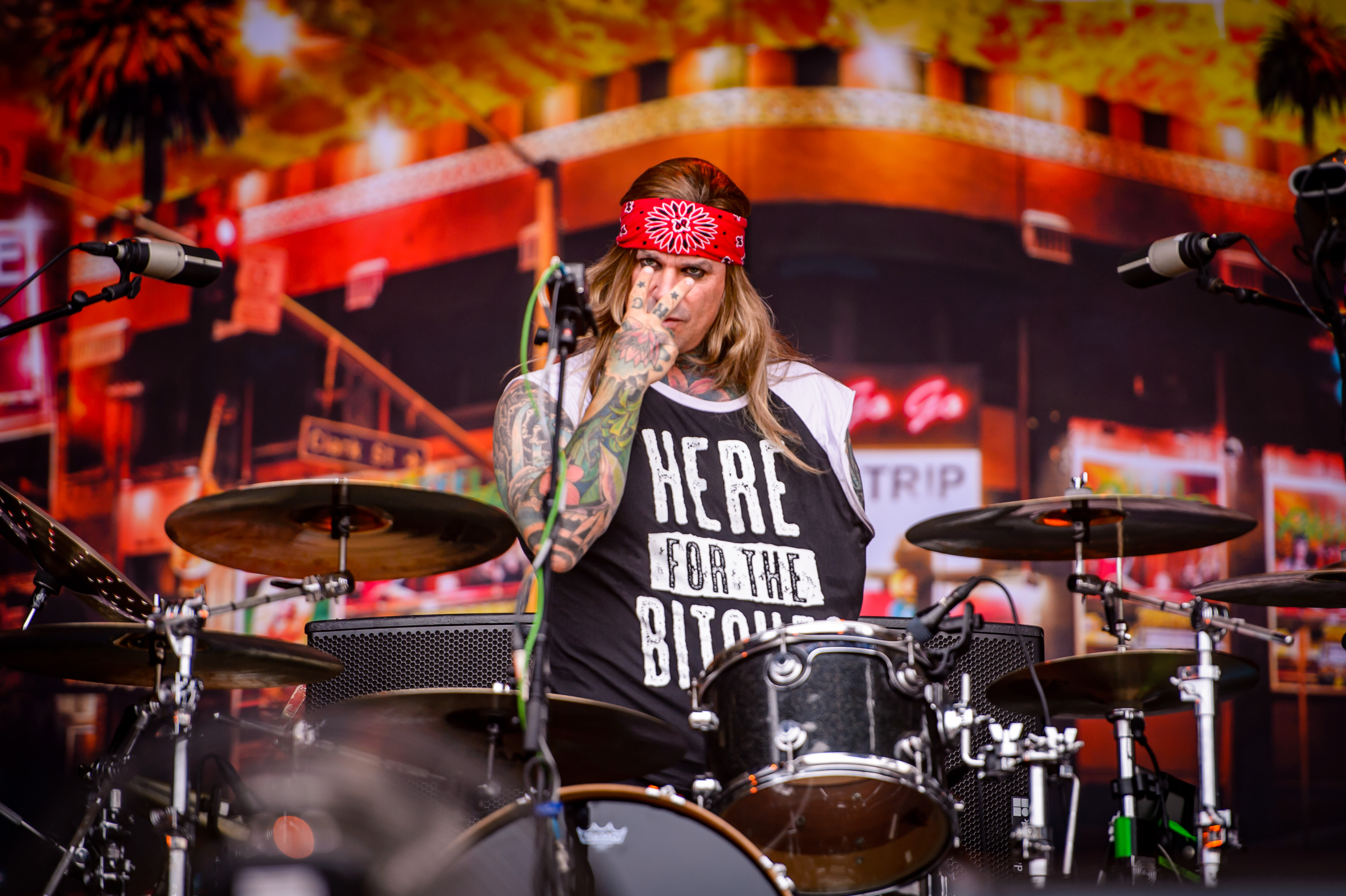
スティックス・ザディニア(Ds) 2018年

## ディスコグラフィー
スタジオアルバム
- 鋼鉄の女豹 - Feel the Steel （2009年） 全米98位、全英52位
- 鋼鉄の玉! - Balls Out （2011年） 全米40位、全英37位
- 鋼鉄の宴 - All You Can Eat （2014年） 全米24位、全英12位
- 鋼鉄酒場! - Lower the Bar （2017年） 全米40位、全英26位

その他
- Love Rocket （2001年） - プロモーション用シングル(デンジャー・キティ名義)
- Hole Patrol （2003年） - (メタルショップ/メタルスクール名義)
- Hey That's What I Call Sludge! Vol.1 （2004年）

## 日本公演
- 2009年
- 2009年　LOUD PARK 09
- 2013年　OZZFEST 13
- 2014年
- 2022年　DOWNLOAD JAPAN 2022